# Casa consistorial de Tomelloso
La casa consistorial de Tomelloso es un edificio de dicha localidad española perteneciente a la provincia de Ciudad Real, sede del Ayuntamiento. Está situada en el número 1 de la plaza de España. Su construcción fue finalizada en 1904, siguiendo el proyecto del arquitecto albaceteño Francisco Manuel Martínez Villena, realizado en 1901. Se trata, junto a la Posada de los Portales y la parroquia de la Asunción de Nuestra Señora, de uno de los elementos arquitectónicos que convierten a esa plaza en seña identificativa de la ciudad.

## Historia[1]
Para su ejecución se derribó el antiguo Ayuntamiento de Tomelloso y la Casa Tercia contigua, ocupando el nuevo edificio el solar de estas dos antiguas edificaciones más algunos metros ganados a la plaza.
Se concibió como un edificio "moderno", en expresión del propio arquitecto, donde se pudieran albergar tanto las dependencias consistoriales como el Juzgado Municipal. Así, en el interior, tras una escalinata, se proyectó un amplio hall que se continuaba en una escalera que, a la vez, se bifurcaba a derecha e izquierda, dando la impresión de fondo, proyectando en cada planta una serie de pasillos y despachos con puertas altas.
Originalmente, a la derecha, en la planta baja, se encontraba el despacho del Alcalde; a continuación, el despacho del Secretario; después, las oficinas de Secretaría, el cuarto de Caja, el cuarto de la Guardia y la sala del teléfono. En el piso principal, destinado a los actos oficiales, se ubicaron el salón de sesiones, un salón de comisiones, un salón de espera para el público y una tribuna para invitados; mientras, el piso segundo fue destinado al Archivo. En la otra ala del edificio, a la izquierda, se dio cabida al Juzgado, con sus dependencias de despacho del Juez, sala de actos del Juzgado, oficinas y dos celdas para los detenidos.
El exterior presenta paramentos fuertes, a modo de pilares blancos con ménsulas y molduras, que sirven para enmarcar las 10 altas ventanas de la planta baja y las 12 de la primera. En la calle del Campo, además de otra puerta, cuenta con 8 ventanas para sus tres alturas, mientras que en la fachada que daba a la posada del Rincón, al carecer de puerta, abre 9 ventanas.
En 1934 se realizó en él la primera obra de consolidación a la vista del informe técnico presentado por el arquitecto Germán Tejera de la Torre. De 1945 a 1948 es otro proyecto de reforma, esta vez firmado por Arturo Roldán Palomo. En 1953, el constructor Eusebio Serrano Fernández realizó obras de restauración de las fachadas. Finalmente, en 1993, el arquitecto José Manuel González Valcárcel redactó el proyecto de rehabilitación al que se debe el actual estado del Palacio Municipal y donde destaca la creación en la planta baja de un amplió salón, llamado Sala Francisco Carretero, en el que está expuesta gran parte de la obra de este pintor tomellosero.
También, en 1986, tras desaparecer la posada del Rincón, fueron proyectadas por el arquitecto José Luis Mora Sánchez unas dependencias administrativas anexas, en cuatro alturas más dos sótanos, donde desde 1991 se llevan a cabo las funciones administrativas y técnicas del Ayuntamiento. Estas dependencias administrativas fueron ampliadas, a su vez, en el año 2011 tras la adquisición de parte del edificio adyacente.